# Râul Valea lui Anton
Râul Valea lui Anton este un afluent al râului Valea Lungă. 

## Hărți
- Harta județului Brașov